# Polia nugatis
Polia nugatis là một loài bướm đêm trong họ Noctuidae.